# Cladomorphus michaelis
Cladomorphus michaelis är en insektsart som först beskrevs av Ludwig Redtenbacher 1908.  Cladomorphus michaelis ingår i släktet Cladomorphus och familjen Phasmatidae. Inga underarter finns listade i Catalogue of Life.